# Hocine Soltani
Hocine Soltani (n. 27 decembrie 1972, Thenia, Provincia Boumerdès, Algeria – d. martie 2002, Marsilia, Franța) a fost un boxer ce a reprezentat Algeria, medaliat olimpic. A participat la 2 ediții ale Jocurilor Olimpice (1992, 1996) în care a câștigat o medalie de aur.